# Kung Fu Panda (jogo eletrônico)
Kung Fu Panda é um jogo eletrônico baseado no filme de mesmo nome. O jogo foi lançado para diversas plataformas em 3 de junho de 2008 na América do Norte.

## Trama
Kung Fu Panda é um jogo destinado principalmente para as crianças, baseado no filme Kung Fu Panda. Os jogadores inicialmente controlam Po, rumo a aprendizagem de várias técnicas de combates e movimentos especiais. Após coletar uma quantidade de moedas no final de cada nível, o jogador tem a opção de comprar melhorias nos golpes e movimento de Po, bem como uma diferentes conjuntos de roupas.
Eventualmente, tal como o jogador avança através do jogo, eles terão a possibilidade de desbloquear outros personagens, incluindo Mestre Shifu e membros do Furious Five, uma equipe de lutadores de elite, cada um com os seus minigames e estilos próprios de combates. Além disso, o jogador será capaz de usar objetos e armas em combates. Além disso, antes de cada novo nível, Po narra a continuação da história, ao passo que as palavras estão descendo em cima da tela.
O jogo também inclui um modo multi-jogador com novos níveis e personagens. Além disso, o modo apresenta novos chefes incluindo o Grande Gorila, e as Irmãs Wu Nameless. Na versão Wii, o Wii Remote é usado para realizar movimentos e habilidades, tais como a Wuxi Finger. Enquanto em que na versão da PS3 sensores de movimento do SIXAXIS podem ser usados para controlar Crane em missões.
Na versão da Nintendo DS, enquanto o D-pad o transfere personagem, o ecrã táctil é utilizado principalmente para combates em movimentos, no estilo da versão do DS de Homem-Aranha 3.

## Personagens jogáveis
Na Campanha do jogo, os personagens jogáveis são: Po (em 13 níveis), Shifu (Em 3 níveis), Tigresa, Macaco, Louva-a-deus, Garça e Víbora (Todos esses em 1 nível cada).
No modo multijogador, os personagens Po, Tigresa, Shifu, Macaco, Tai Lung, O Metre Boi Toró, uma das Irmãs Eu e um Lobo Ninja estão disponíveis - Os últimos 4, porém, devem ser desbloqueados com o tempo.